# Pentastiridius nanus
Pentastiridius nanus är en insektsart som först beskrevs av Ivanoff 1885.  Pentastiridius nanus ingår i släktet Pentastiridius och familjen kilstritar. Inga underarter finns listade i Catalogue of Life.